# Ругенешть
Ругенешть, Ругенешті (рум. Rugănești) — село у повіті Харгіта в Румунії. Входить до складу комуни Шимонешть.
Село розташоване на відстані 222 км на північ від Бухареста, 56 км на захід від М'єркуря-Чука, 124 км на південний схід від Клуж-Напоки, 83 км на північний захід від Брашова.

## Населення
За даними перепису населення 2002 року у селі проживали 709 осіб.
Національний склад населення села:
| Національність | Кількість осіб | Відсоток |
| -------------- | -------------- | -------- |
| угорці         | 698            | 98,4%    |
| румуни         | 11             | 1,6%     |

Рідною мовою назвали:
| Мова      | Кількість осіб | Відсоток |
| --------- | -------------- | -------- |
| угорська  | 699            | 98,6%    |
| румунська | 10             | 1,4%     |